# Atractomorpha australis
Atractomorpha australis är en insektsart som beskrevs av Rehn, J.A.G. 1907. Atractomorpha australis ingår i släktet Atractomorpha och familjen Pyrgomorphidae. Inga underarter finns listade i Catalogue of Life.

## Bildgalleri

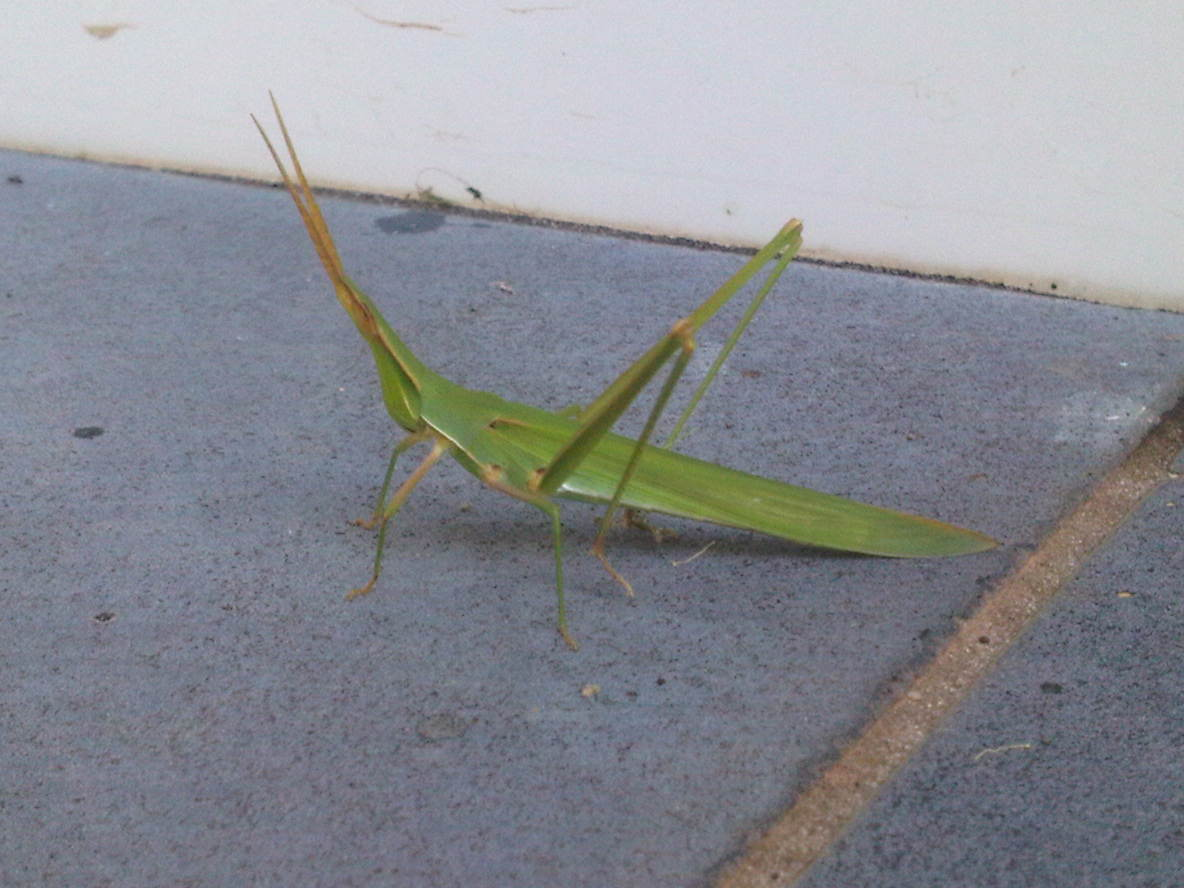